# 이바다
이바다(1992년 10월 29일 ~)는 대한민국의 가수다. 2015년 5월 4일 싱글앨범 'You Got Me'로 데뷔했다.

## 방송
- 아티스탁 게임 (2022) - Top20(20위)
- 싱어게인3 (2023) - Top16